# Bitheca dispar
Bitheca dispar är en tvåvingeart som beskrevs av Marshall 1987. Bitheca dispar ingår i släktet Bitheca och familjen hoppflugor. Inga underarter finns listade i Catalogue of Life.